# Szerb irodalom
A szűkebb értelemben vett szerbek (azaz a szerb-horvát néptörzseknek keleti része) a 19. század végéig külön irodalmi fejlődéssel bírtak, melynek termékei a nyugati szerb vagy horvát irodalomból külsőleg is a cirill írás használata által különböznek. Mig a horvátok, akik a római katolikus egyház hívei voltak és politikailag a nyugat-európai országok befolyásának voltak alávetve, a műveltséget és az irodalmi buzdítást a nyugat népeitől vették, addig a szerbek, mint a görögkeleti egyház hívei, e tekintetben a bizanci középkor befolyása alatt állottak. Ők a szláv liturgia elfogadásával egyszersmind ennek nyelvét is, az ó-bolgár vagy ó-szláv nyelvet, mint irodalmi nyelvet átvették, mely náluk saját nyelvük sajátságainak felvétele által külön alakká, az ún. szerb egyházi nyelvvé fejlődött. Ezen nyelven az ó-szerb birodalom romlásáig azaz a XIV. század végéig eléggé termékeny egyházi irodalom keletkezett, különösen miután Szent Száva az egyházi állapotokat rendbe hozta és az Athos hegyen a szerb Chilandar kolostort alapította volt. Ezen irodalom áll a már létező ó-bolgár bibliafordításoknak szerb egyházi nyelven készült másolataiból, liturgiák-, legendák-, homiliák-, nomokanonok-, kolostori szabályokból stb., amelyeket részint a szerbek maguk szerkesztettek vagy önállóan a görögből fordítottak, részint pedig szintén az ó-bolgár eredetiekről másoltak le. Az egyházi szerzetesi élet, annak célja, törekvései és nézetei a nép azon köreiben, melyek az irodalomra nézve általában tekintetbe jöhetnek, annyira uralkodók voltak, hogy emellett világi irodalom csak nagy nehezen fejlődhetett. Ilyennek kezdete a szerb királyok és érsekek életrajzai. Szent Száva és bátyja István, az első koronázott király, atyjuk Nemanja István életrajzát szerkesztették (kiadta Safarik, Zcaronivot sv. Simeona, Prága, 1868 és 1870); Dometiom, Szt. Száva tanítványa, megírta ennek és Szent Simonnak (azaz Nemanja Istvánnak) életrajzát (kiadta Daničić, Zcaronivot sv. Simeuna i sv. Save, Belgrád 1865); Danilo érsek Chilandarban 1264 körül a szerb királyok és érsekek életét leírta (kiadta Daničić, Zcaronivoti kraljeva i arhiepiskopa srbskih, Zágráb, 1866). Azonban ezek a munkák is csak egyházi panegirikus természetüek és nem történeti dolgozatok. Ilyenek hiányzanak, kivéve egy pár bizanci évk. fordítását, amelyekhez csekély krónikaszerü feljegyzések a szerb történetből csatlakoznak. Ez az egész irodalom nem lehet népszerü. Előbb lehetne ezt azon különféle népies-vallásos, apokrif és legendai tárgyakról állítani, melyeknek elterjedése részben a bogomil eretnekség terjedésével függ össze. Végre találkozunk a középkori irodalom egy pár tiszta világi elbeszélésével, milyenek a Nagy Sándor-regény, a trójai harcokról való elbeszélés, Stephanit és Ichnelat stb. (Példák az eddig említett irodalomból találhatók a következő munkákban: Karadžić V. St., Primjeri srpsko-slovenskoga jezika, Bécs, 1857; Jagić, Prilozi k historii književnosti, Belgrád 1868). Novaković, Primeri književnosti, Belgrád, 1878). Nyelvészeti és történelmi szempontból igen fontosak a szerb királyok és főrendek számos oklevelei és Dusan cár (megh. 1356) törvénykönyve Zakonik (kiadta Novaković, 1870).
Az irodalom további fejlődése a szerb országoknak a törökök által való végleges elfoglalása (a XV. század kezdetén) után ugyszólván teljesen megszünt; egy pár egyházi munka, néhány krónika (a legismertebb Branković György deszpótáé), jelei a még létező csekély irodalmi életnek. Az irodalmi ujjáébredés kezdete a XVII. század végére tehető. A passzarovici békekötés (1718) által a szerbek nagy része osztrák uralom alá került és ez által a nyugati élettel és a modern műveltséggel jött érintkezésbe: iskolákat kezdtek alapítani, részben orosz tanítókkal. Könyvek is sűrűbben jelentek meg, de ezek sem tartalmuk sem nyelvüknél fogva nem voltak népszerüek, mert ó-szláv egyházi nyelven irattak, még pedig gyakran nem is annak szerb alakjában, hanem a nép által kevésbbé értett orosz alakban, melyet akkor tisztábbnak és régibbnek tekintettek. Ezen szloveno-szerb irodalom legkiválóbb képviselője Jovan Rajić (1726-1801), aki: A szláv nemzetek, különösen a bolgárok, horvátok és szerbek története című munkája (Újvidék, 1768; II. kiad. Buda, 1823. 4 kötet) által hirnévre tett szert, mert nemzeti emlékeket ébresztett fel. Az irodalom alaposabb reformációját Obradović Dositej (meghalt 1811) kezdte meg, Karadžić Stefanović Vuk (1787-1864) folytatta és Đuro Daničić (meghalt 1886) végre diadalmasan bevégezte. Ezeknek ugyanis hosszu harcok után sikerült a nép nyelvét irodalmi nyelvül felvétetni és azáltal a szélesebb értelemben vett irodalom keletkezésének föltételeit megteremteni. Miután továbbá a XIX. század kezdetén Szerbia végleg megszabadult a török járom alól, beállott egyszersmind a lehetőség a nép eredményes művelésére. Azóta a szerb irodalom kisebb mértékben ugyan és nagyobb fellendülés nélkül, az európai irodalom utjain halad. Az első modern költő Lukijan Mušicki volt (1777-1837), akinek pszeudóklasszikus ódái azonban nem voltak jó hatással az ízlésre. Népszerűbb nyelven írt Sima Milutinović (1791-1847), aki: Serbijanka című költemény-ciklusában (Lipcse, 1826) a szerb szabadságharcot énekelte meg. Ezen időszak írói közül említendők még: Atanaz Stojković és Milovan Vidaković (megh. 1841) regényiró, Popović Jovan St. (1806-1856) lírikus és drámaíró, Lazar Lazarević (megh. 1805) drámaíró, Jovan Subotić (1817-1886) stb. A prózai irodalom a műveltség terjedésével nagyon fejlődött, de nincs önálló jelentősége; a lapok és folyóiratok száma is megnőtt (fontos lett különösen a Srbski ljetopis 1825 óta).
Körülbelül a XIX. század közepe óta a költészet tárgyra és alakra nézve nemzetiebb életet nyert, különösen két költő munkái által: Njegus Petrović II. Péter, montenegrói vladika (1813-1851), akinek leghíresebb munkája: Gorski Vijenac (hegyi koszorú, Bécs, 1847) drámai alakban Montenegró szabadságharcát Törökország ellen (a XVII. század végén) festi, és Branko Radičević (meghalt 1853) lírikus által. A legujabb kor legismertebb költői Jovanović-Zmaj Jovan és Đura Jakšić; mint elbeszélő pedig kitűnik J. Milicević. A szerb nemzet legkiválóbb költői termékei mindenesetre annak megbecsülhetetlen népdalai, amelyek a 19. század végéig az idegen nemzeteket legjobban érdeklik. A szerb népdalok első mintaszerű gyűjteményét Karadžić St. Vuk adta ki: Narodne srbske pjesme cím alatt (2. kiadás, 5 kötet, Bécs 1841-65), mely gyűjtemény több idegen nyelvre lefordíttatott. Karadžić később még hercegovinai szerb népdalokat is közölt (Bécs, 1866), mig a boszniai népdalokat Bogoljub Petranović tette közzé (három gyüjteményben, Belgrád, 1867-70 és Szarajevó, 1867). A szerb népmondákat és meséket szintén Karadžić gyűjtötte és közölte (Bécs 1870). A tudományos irodalom a szerbeknél még csak a 19. században kezdett kifejlődni, mindamellett egyes szakmákban, így a történelemben és etnográfiában már is értékes munkákkal dicsekedhetik. A történetirók közül a már említett régibb Rajić és Milutinovićén kivül említendők még: Pavle Jovanović (Szerbia legfontosabb eseményeinek története, 1847); A. Stojaćković, A keleti szláv egyház története, 1847); Milorad Medaković (Montenegró története, 1850); Danilo Medaković (A szerb nemzet története, 1851-53); Stojan Novaković, Čedomilj Mijatović és mások. Mint jogtudós kitűnt Valtazar Bogišić (A szláv jogszokások, 1867 és Jelenkori délszláv jogszokások, 1874); mint etnográfusok M. Milicević, Kovacević Tamás, Bogoljub Petranović, Fer. Jukić, P. Grećković stb. Mint elsőrendű nyelvész említendő Đuro Danicić (megh. 1886). A tudományos munkásság összpontosul az 1842. alapított szerb tudós társaság Glasnikjában, a szerb királyi tudományos akadémia Glasában, az 1827. alapított ujvidéki: Matica Srbska folyóiratában és a zágrábi délszláv akadémia közleményeiben. A napi lapok közül a legrégibb a szerb hivatalos lap: Srpske novine, mely 1834 óta folytonosan megjelenik.